# Nederlandse Rode Lijst (haften)
De Nederlandse Rode Lijst voor haften (Ephemeroptera) bevat van de in Nederland voorkomende maar in het voorkomen in mindere of meerdere mate bedreigde soorten.
De Rode Lijsten worden regelmatig, bijvoorbeeld eens in de tien jaar, bijgewerkt. Minister Cees Veerman van Landbouw, Natuur en Voedselkwaliteit heeft op 5 november 2004 de nieuwe Rode Lijsten voor bedreigde dier- en plantensoorten vastgesteld. Van de 2.500 soorten haften leven ongeveer 60 soorten in Nederland. Daarvan staan er 39 op deze rode lijst.
Plaatsing op de Rode Lijst betekent niet automatisch dat de soort beschermd is. Daarvoor is opname van de soort in de Flora- en faunawet nodig. De Rode Lijsten hebben daarvoor een belangrijke signaalfunctie.
Op de Rode Lijsten staan, naast de bedreigde soorten, beschermingsmaatregelen om deze soorten weer in aantal te laten toenemen. Doordat overheden en terreinbeherende organisaties bij hun beleid en beheer rekening houden met de Rode Lijsten wordt gehoopt dat van de nu bedreigde organismen er over tien jaar een aantal niet meer bedreigd zullen zijn en dus van de Rode Lijst afgevoerd kunnen worden.
Er worden op de Rode lijst acht categorieën onderscheiden:
- uitgestorven op wereldschaal
- in het wild uitgestorven op wereldschaal
- verdwenen uit Nederland
- in het wild verdwenen uit Nederland
- ernstig bedreigd
- bedreigd
- kwetsbaar
- gevoelig

## Rode Lijst haften 2004
| Nederlandse naam | Wetenschappelijke naam        | Status                  |
| ---------------- | ----------------------------- | ----------------------- |
| Geen             | Caenis lactea                 | gevoelig                |
| Geen             | Ecdyonurus venosus            | gevoelig                |
| Geen             | Ecdyonurus torrentis          | gevoelig                |
| Geen             | Ecdyonurus lateralis          | kwetsbaar               |
| Geen             | Ecdyonurus insignis           | gevoelig                |
| Geen             | Ecdyonurus dispar             | verdwenen uit Nederland |
| Geen             | Ecdyonurus affinis            | verdwenen uit Nederland |
| Geen             | Choroterpes picteti           | verdwenen uit Nederland |
| Geen             | Ametropus fragilis            | verdwenen uit Nederland |
| Geen             | Caenis rivulorum              | gevoelig                |
| Geen             | Habroleptoides modesta        | verdwenen uit Nederland |
| Geen             | Brachycercus harrisella       | gevoelig                |
| Geen             | Baetis tracheatus             | gevoelig                |
| Geen             | Baetis niger                  | gevoelig                |
| Geen             | Baetis muticus                | gevoelig                |
| Geen             | Baetis lutheri                | gevoelig                |
| Geen             | Baetis digitatus              | gevoelig                |
| Geen             | Baetis buceratus              | gevoelig                |
| Geen             | Centroptilum pennulatum       | gevoelig                |
| Geen             | Leptophlebia marginata        | kwetsbaar               |
| Geen             | Siphlonurus armatus           | gevoelig                |
| Geen             | Siphlonurus alternatus        | verdwenen uit Nederland |
| Geen             | Siphlonurus aestivalis        | verdwenen uit Nederland |
| Geen             | Potamanthus luteus            | verdwenen uit Nederland |
| Geen             | Paraleptophlebia submarginata | kwetsbaar               |
| Geen             | Paraleptophlebia cincta       | gevoelig                |
| oeveraas         | Palingenia longicauda         | verdwenen uit Nederland |
| Geen             | Ephemera glaucops             | ernstig bedreigd        |
| Geen             | Metreletus balcanicus         | gevoelig                |
| Geen             | Ephemera vulgata              | kwetsbaar               |
| Geen             | Isonychia ignota              | verdwenen uit Nederland |
| Geen             | Heptagenia sulphurea          | bedreigd                |
| Geen             | Heptagenia longicauda         | ernstig bedreigd        |
| Geen             | Heptagenia fuscogrisea        | ernstig bedreigd        |
| Geen             | Heptagenia flava              | kwetsbaar               |
| Geen             | Heptagenia coerulans          | verdwenen uit Nederland |
| Geen             | Habrophlebia lauta            | verdwenen uit Nederland |
| Geen             | Siphlonurus lacustris         | verdwenen uit Nederland |
| Geen             | Oligoneuriella rhenana        | verdwenen uit Nederland |